# Zakres nazwy
Zakres nazwy – zbiór jej wszystkich desygnatów.
Zakresem nazwy N (przy danym jej znaczeniu Z w języku J) jest klasa tych przedmiotów P, o których N orzeka się prawdziwie w J, używając N w znaczeniu Z.
Przykładowo zakresem nazwy „wikipedysta” jest klasa wikipedystów. Pojęcie zakresu tożsame jest z pojęciem denotacji.